# Whalsay
Whalsay (en nórdico antiguo: Hvalsey o Hvals Oy-, que significa isla ballena) es una isla de Escocia, ubicada en las islas en el archipiélago de las Shetland. Es la sexta isla más grande de las islas Shetland y está situada al este de la isla Mainland. La población es de 1.034 personas El asentamiento principal es Symbister, donde se asienta la flota pesquera. Otros asentamientos principales incluyen, Clate, Isbister, Sandwick, salinidad, Huxter, Challister, Marrister, North Park y Skaw.
La isla es bastante fértil y densamente poblada, cuyas actividades económicas principales son el  crofting y la pesca. Servicios de ferries unen Symbister con Laxo y Vidlin en la isla principal. 